# Laboratoire des poisons
Le laboratoire des poisons des services secrets soviétiques – également appelé Laboratoire 1, Laboratoire 12, et Kamera qui signifie « la Chambre » en russe – était un site secret de recherche et développement des agences de police secrète soviétiques, qui aurait été recréé dans les années 1990.

## Historique
Le premier laboratoire des poisons des services secrets soviétiques fut établi en 1921 sous le nom de « Bureau spécial ». Il était dirigé par le professeur de médecine Ignatii Kazakov, d'après Pavel Soudoplatov.
En 1926, ce laboratoire était sous la supervision de Guenrikh Iagoda, un adjoint du président du Guépéou, Viatcheslav Menjinski, qui devint le chef du NKVD en 1934 à la mort de Menjinski.
Le 20 février 1939, le laboratoire devint le « Laboratoire 1 », dirigé par Grigori Maïranovski. Le laboratoire était alors sous la supervision directe du directeur du NKVD Lavrenti Beria et de son adjoint Vsevolod Merkoulov de 1939 à mars 1953.
Le 21 décembre 1951, Grigori Maïranovski est arrêté, en lien avec l'arrestation de Viktor Abakoumov, lesquels faisaient partie de la tentative supposée de Joseph Staline de démettre le chef du NKVD, Lavrenti Beria.
Le 14 mars 1953, le laboratoire prit le nom de « Laboratoire 12 ». Le nouveau directeur du laboratoire était alors V. Naoumov. Lavrenti Beria et Vsevolod Merkoulov furent exécutés après la mort de Staline. Le superviseur du NKVD immédiat du laboratoire, Pavel Soudoplatov, fut condamné à une longue peine de prison.
En 1978, le laboratoire fut inclus au sein de l’Institut d'enquête central pour les technologies spéciales au sein de la Première direction générale du KGB.
Depuis 1991, plusieurs laboratoires du SVR (basé dans le district de Iassenevo près de Moscou) sont responsables de la création d'armes toxiques et biologiques pour des opérations clandestines en Occident.

## Sources
- (en) Cet article est partiellement ou en totalité issu de l’article de Wikipédia en anglais intitulé « Poison laboratory of the Soviet secret services » (voir la liste des auteurs).